# 월곡꿈그림도서관
월곡꿈그림도서관은 서울특별시 성북구에 있는 도서관이다.